# Pyrota divirgata
Pyrota divirgata là một loài bọ cánh cứng trong họ Meloidae. Loài này được Villada & Penafiel miêu tả khoa học năm 1867.